# Mingyinyo
Minkyinyo (birmanês: မင်းကြီးညို; ou Mingyinyo; c. 1459 - 24 de novembro de 1530) foi o "rei" da cidade de Taungû a sul do reino de Ava de 1485 a 1530 e foi o primogenitor da Dinastia Taungû que governaria a Birmânia durante outros 200 anos.
Mingyi Nyo era filho de Maha Thinkhaya e Min Hla Nyet.
Na teoria, a Monarquia de Toungoo ou Taungû, era tributária da Monarquia do Ava. Contudo, guerra entre as duas monarquias durante algum tempo fez que Taungû conseguisse conservar certa independência. Mingyinyo pertendia ser descendente de Narathihapate, o último rei do Pagão e Thihathu o primeiro rei de Pinya.
Em 1510, declarou a sua independência sobre Ava fundando assim a dinastia.
Em 1527, aproveitou indirectamente da queda de Ava contra os invasores Shan de Mohnyin ou de Thibaw: a população e a administração birmanesa de Ava fugiu então para Taungû, que tornou-se um novo centro político da Birmânia.
Mingyinyo morreu em 1530 e foi sucedido por seu filho Tabinshwehti.